# 奥山家住宅
奥山家住宅（おくやまけじゅうたく）は、福島県伊達郡国見町藤田に所在する歴史的建造物。国の登録有形文化財に登録されている。天保年間に当地で呉服店を興し明治から昭和初期にかけて金融業・不動産業等を営んだ奥山家の迎賓館として、1921年(大正10年)に三代目奥山忠左衛門が竣工した。福島市大内設計の大内官平が設計、棟梁の阿部佐七の手により建築され、純和風の主屋と八角の塔屋を持つルネサンス様式の洋館からなる。旧奥州街道藤田宿（現在は藤田商店街）の国見町観月台文化センター側に見ることができる。奥山家住宅主屋と奥山家住宅洋館の2件が登録有形文化財となっており、いずれも登録日は1998年（平成10年）4月21日。

## 建築

### 奥山家住宅主屋
東西棟の座敷部と南側にある洋館との間をつなぐ南北棟の玄関部からなり、L字形の平面を持つ。木造平屋建、瓦葺の和風の意匠になり、洋館と好対照をなす。欄間彫刻や床の間建具の意匠等には優れた技能が発揮されている。建築面積228㎡。

### 奥山家住宅洋館
主屋の南に建つ、南東隅に八角の塔屋を持つ木造平屋建、スレート葺の建物。外壁はタイル貼りで、窓廻りや腰下等の要所を石貼りとする。この地方では数少ない和洋両方の接客空間を備えた住宅建築で、主要な窓上部石材の幾何学的な形態等に時代の特徴がよくあらわれている。建築面積106㎡。

## 現状
所有者は奥山合名会社である。現在も住宅として維持管理されており、一般公開はされていない。国見町義経まつりや歴史まちづくり（国見町歴史的風致維持向上計画）関係のイベントの際などに特別公開されることがある。東日本大震災では家屋損壊、石蔵・土蔵、石塀が倒壊する被害に遭ったが、2012年10月には母屋と洋館の全面改修工事が完了した。